# Geraldo José
Geraldo, właśc. Geraldo José da Silva (ur. 6 kwietnia 1936 w Recife) – piłkarz brazylijski, występujący podczas kariery na pozycji napastnika.

## Kariera klubowa
Piłkarską karierę Geraldo rozpoczął w Náutico Recife w 1955 roku. Z Náutico zdobył mistrzostwo stanu Pernambuco – Campeonato Pernambucano w 1960 roku. W latach 1961–1963 występował w SE Palmeiras. W 1963 roku był krótko zawodnikiem CR Flamengo. W latach 1964–1965 ponownie był zawodnikiem Náutico Recife, z którym dwukrotnie zdobył mistrzostwo stanu Pernambuco – Campeonato Pernambucano w 1964 i 1965 roku.
W latach 1965–1966 był zawodnikiem Corinthians Paulista, a w 1966 Ponte Preta Campinas. W latach 1966–1967 występował w Sporcie Recife, a w 1967 w São Bento Sorocaba. W latach 1970–1971 był zawodnikiem Campinense Campina Grande, z którym zdobył mistrzostwo stanu Paraíba – Campeonato Paraibano w 1971 roku. Karierę zakończył w Américe Recife w 1971 roku.

## Kariera reprezentacyjna
W reprezentacji Brazylii Geraldo zadebiutował 5 grudnia 1959 w wygranym 3-2 meczu z reprezentacją Paragwaju podczas drugiego turnieju Copa América 1959 w Ekwadorze, na którym Brazylia zajęła trzecie miejsce. Obok tego meczu w turnieju wystąpił w pozostałych trzech meczach z: Urugwajem, Ekwadorem (bramka) i Argentyną (bramka). Ostatni raz w reprezentacji Geraldo wystąpił 27 grudnia 1959 w wygranym 2-1 towarzyskim meczu z reprezentacją Ekwadoru.